# Гибельштадт
Гибельштадт (нем. Giebelstadt) — ярмарочная община в Германии, в земле Бавария. 
Подчиняется административному округу Нижняя Франкония. Входит в состав района Вюрцбург. Подчиняется управлению Гибельштадт.  Население составляет 5032 человека (на 31 декабря 2010 года). Занимает площадь 48,06 км².
Ярмарочная община подразделяется на 7 сельских округов.

## Население
По оценке на 31 декабря 2015 года население общины Гибельштадт составляет 5380 чел. 

| Дата      | 1840 | 1871 | 1900 | 1925 | 1939 | 1950 | 1961 | 1970 | 1987 | 2011 |
| --------- | ---- | ---- | ---- | ---- | ---- | ---- | ---- | ---- | ---- | ---- |
| Население | 2565 | 2620 | 2766 | 2722 | 4223 | 5239 | 3702 | 3886 | 3642 | 5175 |

| Год       | 1960 | 1970 | 1980 | 1990 | 2000 | 2009 | 2010 | 2011 | 2012 | 2013 | 2014 | 2015 |
| --------- | ---- | ---- | ---- | ---- | ---- | ---- | ---- | ---- | ---- | ---- | ---- | ---- |
| Население | 3770 | 3859 | 3923 | 3823 | 4468 | 5024 | 5032 | 5138 | 5187 | 5215 | 5269 | 5380 |